# Löjen och tårar
Löjen och tårar – szwedzki niemy film dramatyczny z 1913 roku w reżyserii Victora Sjöströma.

## Obsada
- Victor Lundberg – Drager
- Mia Hagman – Augusta
- Richard Lund – Arvid Drager
- Tutt Spångberg – Hilda, pokojówka
- Hugo Björne – Larsson
- Justus Hagman – Ferdinand
- Agnes Öberg – Narzeczona Arvida
- Erik Lindholm – Lokaj Dragera
- Stina Berg